# GDF Suez Grand Prix 2009
GDF Suez Grand Prix 2009 — жіночий тенісний турнір, що проходив на відкритих кортах з ґрунтовим покриттям. Це був 15-й за ліком Hungarian Ladies Open. Належав до категорії International у рамках Туру WTA 2009. Відбувся в Будапешті (Угорщина). Тривав з 4 до 12 липня 2009 року. Агнеш Савай здобула титул в одиночному розряді.

## Учасниці

### Сіяні учасниці
| Гравчиня          | Країна    | Рейтинг* | Сіяна |
| ----------------- | --------- | -------- | ----- |
| Патті Шнідер      | Швейцарія | 22       | 1     |
| Алізе Корне       | Франція   | 24       | 2     |
| Сібіль Баммер     | Австрія   | 26       | 3     |
| Агнеш Савай       | Угорщина  | 28       | 4     |
| Аліса Клейбанова  | Росія     | 31       | 5     |
| Альона Бондаренко | Україна   | 33       | 6     |
| Сара Еррані       | Італія    | 39       | 7     |
| Луціє Шафарова    | Чехія     | 48       | 8     |

* Рейтинг подано станом на 22 червня 2009.

### Інші учасниці
Нижче подано учасниць, що отримали вайлд-кард на вихід в основну сітку:
- Патті Шнідер
- Каталін Мароші
- Грета Арн

Нижче наведено гравчинь, які пробились в основну сітку через стадію кваліфікації:
- Тімеа Бачинскі
- Маргаліта Чахнашвілі
- Шерон Фічмен
- Петра Мартич

The following players received the щасливий лузер spots:
- Ленка Юрикова
- Ірина-Камелія Бегу

## Фінальна частина

### Одиночний розряд
Агнеш Савай —  Патті Шнідер, 2–6, 6–4, 6–2
- Для Савай це був перший титул за сезон і 3-й за кар'єру.

### Парний розряд
Аліса Клейбанова /  Моніка Нікулеску —  Альона Бондаренко /  Катерина Бондаренко, 6–4, 7–6(7–5)